# Tiffany Simelane
Pour les articles homonymes, voir Simelane.
Tiffany Simelane, née en 1988 à Mhlambanyatsi au Swaziland, est une reine de beauté qui a représenté le Swaziland à l'élection de Miss Monde 2008 en Afrique du Sud. Élue Miss Swaziland, le 26 juillet 2008, elle se suicide le 17 août 2009.

## Miss Swaziland
Après avoir été couronnée Miss Swaziland, Tiffany Simelane se plaint à un ami du fait que, dès sa victoire, il lui est dit qu'elle aurait à payer toutes ses dépenses, y compris le coût de sa robe, pour le concours Miss Monde. Ce sujet est la cause d'une mésentente entre elle, les commanditaires du concours et les organisateurs.
Une controverse naît. Dans une interview avec le Times of Swaziland, elle remercie Dieu que son règne soit fini, indiquant qu'elle pensait qu'elle allait devenir folle et que le titre n'avait été, rien de plus qu'une charge pour elle. Quand elle renonce à sa couronne, lors d'une cérémonie au centre de convention royal Swazi, elle fait un discours cryptique révélant que devenir Miss Swaziland lui avait ouvert les yeux et qu'elle avait espéré effacer le nuage des controverses, durant son règne. Elle affirme alors que la concurrence n'avait pas été correcte, mais qu'elle avait la conscience tranquille.

## Décès
Elle décède le 17 août 2009, après un apparent suicide. Elle aurait ingéré des comprimés de pesticides contenant du phosphure d'aluminium. Elle se précipite ensuite à la clinique de Mbabane, pour y être soignée. Des amis à elle affirment qu'elle se serait tuée le cœur brisé, en raison de sa dépression et d'un manque d'attention de sa famille, à la suite du stress provoqué par le fait qu'elle était Miss Swaziland.

## Source de la traduction
- (en) Cet article est partiellement ou en totalité issu de l’article de Wikipédia en anglais intitulé « Tiffany Simelane » (voir la liste des auteurs).